# Iso (cómic)
Iso es un personaje ficticio que aparece en los cómics estadounidenses publicados por Marvel Comics.

## Historial de publicaciones
Iso apareció por primera vez en Inhuman # 4 durante la historia de Inhumanity y fue creado por Charles Soule y Ryan Stegman.

## Biografía del personaje ficticio
Al comienzo de la historia de Inhumanity, Xiaoyi Chen es una chica china que se transformó en una Inhumana cuando se expuso a la nube Terrigena que provenía de la bomba Terrigena resultante que se apagó durante la historia de Infinity. Cuando los militares chinos quisieron utilizar a Xiaoyi como arma, ella es salvada por Reader.
Reader llevó a Xiaoyi a Ennilux que había contratado a Reader para que trajera a Xiaoyi. Cuando Reader descubre que Ennilux planea destruir la mente de Xiaoyi para convertirla en la anfitriona de Capo, ambos huyeron a New Attilan donde conocieron a la Reina Medusa y Xiaoyi tomó el nombre de Iso.
Algún tiempo después, Iso descubrió los planos de un portal y "arregló" el dispositivo con la ayuda de Flint. Descubrieron que el dispositivo portal fue utilizado anteriormente por el Rey Inhumano Kalden hace 2.000 años, donde desterró a Gordon y Snarkle a otra dimensión para un crimen no especificado. Cuando Snarkle agarró a Flint, le ordenó a Gordon agarrar a Iso solo para que Gordon permaneciera en esa dimensión. Iso y Flint derrotaron a Snarkle y lo enviaron a la mazmorra.
Durante la historia de Inhumans vs. X-Men, Bestia trabaja con Iso para descubrir posibles curas en la nube Terrigena que han sido tóxicas para los Mutantes. Medusa envía a Iso e Inferno para averiguar qué pasó con Black Bolt y Crystal mientras se prepara para la batalla. Iso e Inferno son perseguidos por Wolverine y Ángel desplazado en el tiempo. Consiguen encontrar a Eldrac y los envía a través de un portal justo antes de que Wolverine pueda atraparlos. En el otro lado del portal, encuentran al Viejo Logan esperándolos. Mientras Inferno distrae al viejo Logan, Iso descubre a Forja cerca con un dispositivo que los X-Men planean usar para cambiar la estructura de la nube de Terrigena para que puedan incinerarla. Iso e Inferno logran derrotar a Viejo Logan y Forja y destruyen el dispositivo y mientras huyen llevan a Forja como prisionero. Iso se pone en contacto con Ms. Marvel y tiene su forma un equipo de Inhumanos que los X-Men no explicaron. Iso explica a Medusa que los X-Men solo los atacaron porque la nube Terrigena se estaba saturando y se les estaba acabando el tiempo. Chica Luna apoyó el reclamo de Iso. Después de la lucha y la eliminación de la nube Terrigena, Medusa abdica del trono y le da todos los deberes de liderazgo a Iso, sabiendo que su gente no entenderá por qué destruyó las restantes nubes de Terrigen.
Durante la historia del Imperio Secreto, Iso se une al Metro después de que Hydra tomara los Estados Unidos.

## Poderes y habilidades
Iso puede manipular la presión circundante como producir fuerza de presión de aire como un ataque.
Iso también posee experiencia médica.

## En otros medios

### Televisión
- Iso aparece en Avengers: Ultron Revolution, con la voz de Tania Gunadi.[9] Ella aparece por primera vez en un cameo que no habla en el episodio "Capitána Marvel", donde es vista como una de las Inhumanas cautiva por los Kree. Ella hace su primera aparición oral en "Civil War, Parte 2: Los Poderosos Vengadores", donde fue vista intentando detener una grúa que cae hasta que Hulk y Thor acuden en su ayuda. Ella termina invadiendo a los Vengadores debido a la Ley de Registro de Inhumanos. Iso se refugió más tarde en una cabaña de madera junto a Flint y Haechi cuando los Vengadores aparecen. Desaparecen mientras los Vengadores luchan contra los Poderosos Vengadores. En el episodio "Civil War, Parte 3: Los Tambores de Guerra", Iso se encuentra entre los Inhumanos que son controlados por la mente de Ultron para atacar a los humanos.